# ГЕС Xīgǔ
ГЕС Xīgǔ (溪古水电站) — гідроелектростанція у центральній частині Китаю в провінції Сичуань. Знаходячись перед ГЕС Wǔyīqiáo, становить верхній ступінь каскаду на річці Jiǔlónghé, яка впадає ліворуч до Ялунцзян, великої лівої притоки Дзинші (верхня течія Янцзи). 
В межах проекту річку перекрили кам’яно-накидною греблею із бетонним облицюванням висотою 141 метр, яка утримує водосховище з об’ємом 97,8 млн м3 та нормальним рівнем поверхні на позначці 2857 метрів НРМ (під час повені цей показник може зростати до 2857,8 метра НРМ, а об’єм – до 99,9 млн м3).  
Зі сховища через лівобережний гірський масив прокладено дериваційний тунель довжиною 14,3 км. Він транспортує ресурс для встановлених у машинному залі трьох турбін потужністю по 83 МВт, які забезпечують виробництво 1055 млн кВт-год електроенергії на рік.